# Salvador García Aguilar
Salvador García Aguilar (Rojals, País Valencià, 1925 - Molina de Segura, Regió de Múrcia, 2005) fou un escriptor alacantí en llengua castellana, guanyador del Premi Nadal de 1983 amb la novel·la Regocijo en el hombre.

## Biografia
Nascut a la ciutat de Rojals, província d'Alacant, el 1925, va viure la major part de la seva vida a Molina de Segura, a la Regió de Múrcia, on va ser nomenat fill adoptiu. No va ser fins al 1983 quan va irrompre a la vida literària espanyola, quan obtingué el Premi Nadal amb la novel·la Regocijo en el hombre. A partir de llavors, va publicar diverses obres més, especialment novel·les històriques. En els últims anys de la seva vida va haver de deixar d'escriure a causa de l'alzheimer. Va morir el 2005. El 2007 va ser inaugurada una biblioteca amb el seu nom a Molina de Segura, la seva ciutat d'adopció. Es convoca un premi literari de novel·la curta a Rojals, el seu poble natal, amb el seu nom.

## Obra
D'entre la seva obra, destaquen els següents títols:
- Regocijo en el hombre (1984). Novel·la històrica ambientada en el món viking anglosaxó.
- Farfollas y perfollas (1984).
- Relatos (1985). Obra que recull contes, retrats i narracions murcianes.
- Clama el silencio (1990). Successió de monòlegs dramàtics que l'autor imagina escoltar al teatre d'Epidaure.
- Granada cajín (1990). Novel·la històrica que transcorre en l'època en què Múrcia és conquerida per Alfons X el Savi.
- La guerra de los patos (1994).
- Epílogo para una reencarnación (1995). Obra que indaga sobre la conversió d'una societat agrícola a industrial.
- La noche mágica: leyenda de "La encantá" (1996). Obra de teatre.
- La flauta hay que tocarla siempre (2000).
- El tiempo que nos vive (2003).
- El tiempo no tiene corazón (2008).

## Premis
- Premi Nadal de novel·la de 1983 per Regocijo en el hombre.